# Trọng trường nhân tạo
Trọng trường nhân tạo mà trọng lực thay đổi hoặc không trọng lực sẽ rất khó để làm quen để hoạt động.
Các bạn thường thấy trong phim khoa học viễn tưởng, các tàu vũ trụ bay trong không gian thường có một hình tròn rất lớn xoay từ từ xung quanh con tàu. Đó là một cách để tạo ra trọng trường nhân tạo ở không gian bên trong con tàu. Con người trong đó sẽ có vị trí đầu hướng vào tâm hình tròn, chân hướng ra ngoài. Vì vậy mà với một tốc độ quay đủ lớn, lực hướng tâm sẽ làm cho người trong con tàu có cảm giác giống hệt như đang đi trên mặt đất.
Để thực hiện việc tạo trọng trường nhân tạo, thực tế các phi hành gia phải bám vào thân tàu bằng cách cố định vị trí ngồi đến khi vận tốc quay đủ lớn. Khi đó lực hư tâm trên cơ thể người đủ lớn để bám được vào thân tàu. Một số bộ phim khoa học viễn tưởng tạo trọng trường nhân tạo theo cách trên và nhanh chóng giúp người đang lơ lửng rơi xuống là không đúng với thực tế.